# Thees Carstens
Thees Carstens (* 1967 in Hamburg) ist ein deutscher Comic-Zeichner und Autor.

## Leben
Thees Carstens studierte an der Hochschule für bildende Künste Hamburg und an der Universität Hamburg. Er erlangte 2001 ein Diplom im Bereich Visuelle Kommunikation/Animationsfilm. Dem Staatsexamen als Gymnasiallehrer für die Fächer Bildende Kunst und Philosophie folgte 2006 bis 2008 das Referendariat und Unterricht am Gymnasium. Zwischen 1997 und 2006 und seit 2008 arbeitet er freiberuflich als Autor und Illustrator für Buch-, Zeitungs- und Zeitschriftenverlage. Er wurde bekannt durch seine Cartoons und Comics für Kinder und Erwachsene. Sein erstes Werk Hermanns Hauskreis erschien 1999. Über 10 Jahre produzierte er den Comic „Nana und Paul“, der bis April 2016 in der Tageszeitung Stuttgarter Nachrichten veröffentlicht wurde.
Carstens ist verheiratet, hat einen Sohn und eine Tochter und lebt in Hamburg.

## Veröffentlichungen
- Hermanns Hauskreis. Oncken-Verlag, Kassel 1999, ISBN 3-7893-8028-8.
  - Hermanns hemgrupp. (schwed.), Kjellberg, Malmö 2008, ISBN 978-91-976446-3-1.
- Hermanns Hauskreis und die Hüter des Gesetzes. Oncken-Verlag, Kassel 2001, ISBN 3-7893-8034-2.
- Hermanns Hauskreis und die Beichte im Fahrstuhl. SCM Collection, Witten 2002, ISBN 3-7893-8038-5.
- Cartoon-Alphabet: von A wie Apokalypse bis Z wie Zeugnis geben. SCM R. Brockhaus, Wuppertal 2006, ISBN 3-417-24957-0.
- Biola und das Geheimnis der alten Mühle. Brendow Verlag, Moers 2015, ISBN 978-3-86506-749-4.

als Illustrator
- Anja und Martin Gundlach: Das Family-Gebete-Buch. SCM Hänssler, Holzgerlingen 2006, ISBN 3-7751-4127-8.
- Gebete aus der Bibel. R. Brockhaus, Wuppertal 2007, ISBN 978-3-417-26034-2.
- Gebete für jeden Tag. R. Brockhaus, Wuppertal 2007, ISBN 978-3-417-26035-9.* Fabian Vogt: Nestbautrieb: Die schaurig-schönste Zeit des Lebens. Gütersloher Verlagshaus, Gütersloh 2010, ISBN 978-3-641-04472-5.
- Albrecht Gralle: Abstieg in den Himmel: die Leiden des jungen Pfarrers W. Neukirchener Verlagsgesellschaft, Neukirchen-Vluyn 2010, ISBN 978-3-7615-5783-9.
- Albrecht Gralle: Vom Glück verfolgt: die neuen Leiden des Pfarrers W. Neukirchener Verlagsgesellschaft, Neukirchen-Vluyn 2011, ISBN 978-3-7615-5856-0.
- Albrecht Gralle: Wie Sie garantiert in den Himmel kommen – und auch wieder heraus. Neukirchener Verlagsgesellschaft, Neukirchen-Vluyn 2012, ISBN 978-3-7615-5933-8.
- Albrecht Gralle: Das Sauna-Konzil: eine erfrischende Konfessionskunde. Neukirchener Verlagsgesellschaft, Neukirchen-Vluyn 2013, ISBN 978-3-7615-5999-4.
- Albrecht Gralle: Ein mörderisches Sabbatjahr: Pfarrer W. in neuer Mission. Neukirchener Verlagsgesellschaft, Neukirchen-Vluyn 2013, ISBN 978-3-7615-6060-0.
- Andreas Malessa: Hier stehe ich, es war ganz anders. Irrtümer über Luther. SCM Hänssler, Holzgerlingen 2015, ISBN 978-3-7751-5610-3.

CD-ROM
- Hermanns Cartoon-Karton: 400 Cartoons und Cliparts. (CD-ROM), R. Brockhaus, Wuppertal 2000, ISBN 3-417-36088-9.
- Hermanns Clipart-Kiste plus: 1000 Bilder für Einladungen, Gemeindebriefe und viele andere Gelegenheiten. (CD-ROM), R. Brockhaus, Wuppertal 2006, ISBN 3-417-36132-X.